# Nils Olsson (operasångare)
Nils Olsson, även Nils Cavaradossi Olsson, född 16 februari 1970 i Malmö, är en svensk operasångare (tenor). 

## Karriär
Nils Olsson antogs till Operahögskolan i Stockholm 1994. Efter avslutad utbildning 1998 debuterade han som Cavaradossi i Puccinis ”Tosca” på Anhaltisches Theater i Dessau.
År 2000 hade han konsertdebut på Concertgebouw i Amsterdam. Han framförde då De 7 Dödssynderna av Kurt Weill. Samma år framförde han också Weills Mahagonny på Royal Albert Hall i London. Olsson representerade Sverige i ”Cardiff Singer of the World” 2003. Han tilldelades stipendium ur Gösta Folkes och Agneta Prytz’ fond (förvaltad av Teaterorden TSO) och Malmö stipendiefond 2009. År 2010 tilldelades han Jussi Björlingpriset av Jussi Björlingsällskapet. Olsson har även mottagit Joel Berglunds Stipendium och Lars Lönndahls Stipendium. 
Olsson har varit verksam på San Francisco Opera, Glyndebourne Festival Opera, Staatsoper Stuttgart, Finlands nationalopera och -balett, Nationaloperan i Prag samt Malmö Opera. Tillsammans med tenoren Johan Palmqvist leder han Tenore Amore. 
Under flera år var Nils Olsson stående gästartist hos Malmö Brandkårs Musikkår. Där framträdde han med flera stora svenska artister. Han har bland annat sjungit duett med Carola på Malmö Arena och med Gunilla Backman på Konserthuset i Malmö.  
Han har vid ett flertal tillfällen varit duettpartner till Marianne Mörck runt om i Skåne.  
I samband med Kulijuli i Helsingborg har Nils sjungit duett med Magnus Johansson (på trumpet) och Lasse Holm 